# Kapitel VII der Charta der Vereinten Nationen
Das Kapitel VII der Charta der Vereinten Nationen trägt den Titel „Maßnahmen bei Bedrohung oder Bruch des Friedens und bei Angriffshandlungen“. Es enthält die Artikel 39 bis 51 der Charta der Vereinten Nationen. Die Vereinten Nationen regeln in diesen 13 Artikeln die Vorgangsweise bei wirtschaftlichen und militärischen Zwangsmaßnahmen gegen Staaten durch die Internationale Gemeinschaft.

## Überblick
Konkret legt das Kapitel fest, dass der Sicherheitsrat der Vereinten Nationen eine Bedrohung für den Weltfrieden feststellt und entscheidet, ob und welche Zwangsmaßnahmen angewandt werden. Möglich sind hierbei verschiedene Arten von Wirtschaftssanktionen und auch der Einsatz von Streitkräften. Außerdem bestimmt das Kapitel VII, wie die benötigten Truppen rekrutiert werden und deren Kommandostruktur aussieht. Abschließend erörtert das Kapitel VII die Rechte der Mitglieder der Vereinten Nationen zur Selbstverteidigung. Das Kapitel VII trat gemeinsam mit der gesamten Charta am 24. Oktober 1945 in Kraft. Seitdem diente es als Grundlage für viele weitreichende Resolutionen, Sanktionen und militärische Missionen der Vereinten Nationen.

## Inhalt
Der Originaltext steht auf der Seite des Regionalen Informationszentrum der Vereinten Nationen für Westeuropa (UNRIC) in deutscher Sprache zur Verfügung.

### Artikel 39
In Artikel 39 wird bestimmt, dass der Sicherheitsrat der Vereinten Nationen eine mögliche Bedrohung des Weltfriedens feststellt und gegebenenfalls Maßnahmen einleitet. 

### Artikel 40
Der Artikel 40 gibt dem Sicherheitsrat das Recht, beteiligte Parteien zu Handlungen aufzufordern und bei Nichtbeachtung erweiterte Maßnahmen zu treffen.

### Artikel 41
Artikel 41 regelt die Möglichkeiten gewaltloser Maßnahmen, zu denen der Sicherheitsrat die Mitgliedsstaaten der Vereinten Nationen auffordern kann. Es handelt sich um Sanktionen verschiedenster Art. Als Beispiele sind die vollständige oder teilweise
- Unterbrechung der Wirtschaftsbeziehungen
- Unterbrechung des Eisenbahn-, See- und Luftverkehrs
- Unterbrechung der Post-, Telegraphen- und Funkverbindungen
- Unterbrechung sonstiger Verkehrsmöglichkeiten
- Abbruch der diplomatischen Beziehungen

angeführt. 

### Artikel 42
Falls die Maßnahmen in Artikel 41 nicht zum gewünschten Erfolg führen, ist der Sicherheitsrat durch Artikel 42 berechtigt, Luft-, See- oder Landstreitkräfte zur Wahrung des Friedens einzusetzen. Dafür kann auch auf die Streitkräfte von Mitgliedern der Vereinten Nationen zurückgegriffen werden. 

### Artikel 43
Der Artikel 43 regelt die Rekrutierung der in Artikel 42 erwähnten Streitkräfte. So sind die Mitglieder der Vereinten Nationen verpflichtet, den Sicherheitsrat bei der Wahrung oder Wiederherstellung des Weltfriedens zu unterstützen. Dies kann durch die Bereitstellung von Truppen geschehen oder andere militärische Leistungen wie Beistand und Durchmarschrechte betreffen. 
Welche konkreten Leistungen erbracht werden, wird gesondert verhandelt. Die Form dieser Verträge ist ebenfalls Inhalt des Artikel 43.

### Artikel 44
Wenn militärische Maßnahmen erfolgen, ist der Sicherheitsrat nach Artikel 44 verpflichtet, das truppenstellende Mitglied einzuladen und an den Beschlüssen zum konkreten Einsatz der Truppen zu beteiligen.

### Artikel 45
Artikel 45 regelt die ständige Bereitstellung von Friedenstruppen der Vereinten Nationen für dringende Aufgaben. Stärke und Bereitschaftsgrad dieser Kontingente werden vom Sicherheitsrat mit Unterstützung des Generalstabsausschusses festgelegt und nach den Bestimmungen in Artikel 43 ausverhandelt.

### Artikel 46
Laut Artikel 46 werden die Pläne der Friedenstruppen durch den Sicherheitsrat mit Unterstützung des Generalstabsausschusses festgelegt.

### Artikel 47
Der Artikel 47 behandelt den Generalstabsausschuss. Dieser soll den Sicherheitsrat in militärischen Fragen beraten und besteht aus den Generalstabschefs der ständigen Mitglieder des Sicherheitsrats oder ihren Vertretern. Bei Bedarf kann auch ein anderes Mitglied der Vereinten Nationen gebeten werden mitzuwirken. Die Aufgabe des Generalstabsausschusses ist die strategische Leitung der Streitkräfte nach den Vorgaben des Sicherheitsrates. Außerdem ist es möglich, regionale Unterausschüsse zu bilden.

### Artikel 48
Nach Artikel 48 kann der Sicherheitsrat festlegen, ob er Maßnahmen zur Friedenssicherung alleine trifft oder durch alle Mitglieder der Vereinten Nationen treffen lässt. Die Durchführung kann durch die Mitglieder selbst oder durch die Organe der Vereinten Nationen erfolgen.

### Artikel 49
Laut Artikel 49 sind die Mitglieder der Vereinten Nationen verpflichtet, sich gegenseitig bei den beschlossenen, friedenssichernden Maßnahmen zu unterstützen.

### Artikel 50
Im Falle von beschlossenen Zwangsmaßnahmen gegen einen Staat kann jeder andere Staat (Unabhängig von seiner Mitgliedschaft bei den Vereinten Nationen) nach Artikel 50 den Sicherheitsrat zwecks Lösung dadurch entstandener wirtschaftlicher Probleme anrufen.

### Artikel 51
Artikel 51 regelt das Selbstverteidigungsrecht von Staaten vor einem möglichen Entschluss des Sicherheitsrates. Die Maßnahmen zur Selbstverteidigung eines Mitglieds der Vereinten Nationen werden durch die Charta nicht berührt, sind aber umgehend zu melden. Unabhängig von diesen Selbstverteidigungsaktionen hat der Sicherheitsrat die Pflicht, Handlungen zu setzen, die er zur Wahrung des Weltfriedens für erforderlich hält.

## Resolutionen, Einrichtungen, Missionen und Operationen mit Bezug auf Kapitel VII
In folgender (unvollständiger) Liste sind Resolutionen, Einrichtungen, Mission oder Missionen der Vereinten Nationen angeführt, die sich auf Kapitel VII bezogen. Die Einträge sind zeitlich geordnet.
| Resolutionen     | Datum                          | Betroffene Einrichtung oder Operation                                           | Bemerkungen | Quellen |
| ---------------- | ------------------------------ | ------------------------------------------------------------------------------- | --- | ------- |
|                  | 14. – 15. April 1986           | Operation El Dorado Canyon                                                      | In der Nacht vom 14. auf den 15. April 1986 führten die Streitkräfte der Vereinigten Staaten einen Luftangriff auf die libyschen Küstenstädte Tripolis und Bengasi aus. Die Regierung der Vereinigten Staaten bezeichnete den Angriff als Selbstschutzhandlung nach Artikel 51 der Charta der Vereinten Nationen |         |
| 751              | 24. April 1992                 | United Nations Operation in Somalia I                                           | Ziel dieser humanitären Intervention war es, die Lieferung von Nahrungsmittelhilfe an die von Bürgerkrieg und Hungersnot Betroffenen zu sichern. | [ 1 ]   |
| 827              | 25. Mai 1993                   | Internationaler Strafgerichtshof für das ehemalige Jugoslawien                  | Ad-hoc-Strafgerichtshof zuständig für die Verfolgung schwerer Verbrechen, die seit 1991 in den Jugoslawienkriegen begangen wurden. | [ 2 ]   |
| 678, 687 und 688 | 1. Januar 1997 – 17. März 2003 | Operation Northern Watch und Operation Southern Watch                           | Durchsetzung einer Flugverbotszone im Irak. |         |
| 1291             | 24. Februar 2000               | Mission de l’Organisation des Nations Unies en République Démocratique du Congo | Friedensichernde Mission in Reaktion auf den zweiten Kongokrieg | [ 3 ]   |
| 1386             | 20. Dezember 2001              | International Security Assistance Force                                         | Sicherheits- und Aufbaumission unter NATO-Führung im Rahmen des Krieges in Afghanistan seit 2001 |         |